# Hylophylax
Hylophylax is een geslacht van vogels uit de familie Thamnophilidae (miervogels). Het geslacht telt drie soorten.

## Soorten
- Hylophylax naevioides  –  Vlekborstmiervogel
- Hylophylax naevius  –   Bruinvlekmiervogel
- Hylophylax punctulatus  –  Zilvervlekmiervogel